# تراکیه غربی
تراکیهٔ غربی یا تراکیه (یونانی: [Δυτική] Θράκη، [Dytikí] Thráki, [ˈθraci]; ترکی استانبولی: Batı Trakya, بلغاری: Западна Тракия، Zapadna Trakiya) یک منطقهٔ جغرافیایی و تاریخی در یونان، بین رودخانه‌های نستوس و ماریتسا در شمال‌شرقی کشور واقع شده‌است. که اغلب به صورت غیررسمی به شمال یونان اشاره شده‌است. تراکیهٔ غربی در بخش شمال‌غربی ترکیه قرار گرفته‌است. امروزه تراکیهٔ غربی شامل استان مقدونیهٔ شرقی و تراکیه می‌شود. با توجه به سرشماری یونان در سال ۱۹۹۱ از ۹۸٬۰۰۰ مسلمان تراکیه، ۵۰٬۰۰۰ نفر از آنان را ترک‌ها تشکیل می‌دادند.